# Marcel Risse
Marcel Risse (Nürnberg, 1989. december 17. –) német labdarúgó, az 1. FC Köln középpályása.

## Pályafutása

### A válogatottban
A  német U19-es és U20-as válogatottban szerepelt. 2008-ban Európa-bajnokságot nyert az U19-es csapattal.